# Zak Surety
Zak Surety (Basildon, 4 de octubre de 1991) es un jugador de snooker inglés.

## Biografía
Nació en la ciudad inglesa de Basildon en 1991. Es jugador profesional de snooker desde 2014, aunque se cayó del circuito profesional en 2016 y no volvió a recuperar el puesto hasta cuatro años después. No se ha proclamado campeón de ningún torneo de ranking, y su mayor logro hasta la fecha fue alcanzar los dieciseisavos de final en tres ocasiones, a saber: los del Abierto de China de 2015 (cayó derrotado 4-5 ante Robert Milkins), los del Masters de Europa de 2016 (1-4 frente a Liang Wenbo) y los del Abierto de Escocia de 2020 (0-4 contra Ricky Walden). Tampoco ha logrado hilar ninguna tacada máxima, y la más alta de su carrera está en 133.